# Kevin Claeys
Kevin Claeys (Roeselare, 26 maart 1988) is een Belgisch professioneel wielrenner. In 2012 maakte Claeys bij Landbouwkrediet zijn debuut bij het pro continentaal team, nadat hij in 2011 voor de continentale ploeg An Post-Sean Kelly had gereden en zijn debuut als prof renner ging van start in de wielerronde van Qatar. Na twee seizoenen bij Crelan-Euphony keert hij in 2014 terug naar het team An Post-Chainreaction.

## Overwinningen
2009
- Textielprijs Vichte

2010
- 2e etappe Tweedaagse van de Gaverstreek

2012
- Ronde Van Limburg
- Kustpijl
- Eind winnaar Bergprijs (vlaamse pijl)
- 3e plaats Qianhai Lake
- 3e plaats Antwerpse Haven pijl

## Ploegen
- 2010-PWS- EIJSSEN
- 2011-An Post-Sean Kelly
- 2012-Landbouwkrediet-Euphony
- 2013-Crelan-Euphony
- 2014-An Post-Chainreaction